# 이철하
이철하(李澈河, 1970년 9월 12일 ~ )는 대한민국의 영화 감독이다.
중앙대학교 일어일문학과를 졸업했으며, 광고회사 코래드 프로듀서와 《시월애》 조감독을 거쳐 미국 유학시절 우연한 기회에 공동 연출한 god의 뮤직비디오가 플래티넘 히트를 기록하면서 여러 편의 뮤직비디오와 CF에서 연출력과 비주얼리스트로써의 역량을 입증했다. 《사랑따윈 필요없어》로 데뷔했다.

## 학력
- 여의도고등학교
- 중앙대학교 일어일문학과 학사
- 미국 Academy of Art University, 영화연출 대학원 석사

## 이모저모
- 탤런트 손지창과 초등학교-중학교-고등학교 동창[2]이다.

## 경력
- 광고기획사 ‘코래드’ Producer (1993~1997)

- 현재 CF 및 뮤직비디오 기획 및 제작회사 H FILMS 대표

## 영화
- 영화 ＜Surviving Paradise＞ (미국) Assistant Editor
- 1997년 단편영화 《칫솔(The Toothbrush)》
- 1998년 단편영화 《Teensmoker》
- 1999년 단편영화 《悟[ou]》
- 1999년 단편영화 《My Tear》
- 2000년 단편영화 《好(Like)》
- 2000년 영화 《시월애》... 조연출
- 2001년 다큐멘터리 《The Man Of Light》 ... 촬영
- 2003년 다큐멘터리 《Gun & Christianity》 ... 촬영
- 2006년 영화 《사랑따윈 필요없어》 ... 공동각본 & 감독
- 2008년 영화 《스토리 오브 와인》 ... 감독 & 각본 & 스토리보드 & 콘티
- 2009년 영화 《괭이》 ... 각본 & 감독
- 2009년 영화 《바늘에 찔린 포도왕자》감독
- 2009년 영화 《미트》감독
- 2010년 영화 《폐가》 ... 감독
- 2012년 영화 《마천루》 ... 제작지원 & 자문
- 2013년 다큐멘터리 《안녕?!오케스트라》 ... 감독
- 2014년 영화 《테이크 아웃》 ... 기획 & 제작
- 2016년 영화 《날, 보러와요》 ... 감독
- 2019년 영화 《오케이! 마담》 ... 감독

## 드라마
- 2011년 드라마 Trendy 드라마 《피아니시모》
- 2015년 드라마 《먹는 존재》
- 2022년 드라마 ENA 수목 미니시리즈 《사장님을 잠금해제》
- 2024년 드라마 《스피릿핑거스》
- 드라마 《청와대 사람들》예정

## CF
- 조흥은행
- 대교 눈높이
- 팬텍&큐리텔
- 초코파이

## 뮤직비디오
- 2000년 뮤직비디오 《GOD - 거짓말》
- 2001년 뮤직비디오 《양동근 - 흔들어》
- 2001년 뮤직비디오 《BoA - Don't Start Now》
- 2002년 뮤직비디오 《Fly To The Sky - Sea Of Love》
- 2002년 뮤직비디오 《강타 - 사랑은 기억보다》
- 2002년 뮤직비디오 《S.E.S - Just A Feeling》
- 2002년 뮤직비디오 《BoA - My Sweety》
- 2003년 뮤직비디오 《S - I Swear》
- 2004년 뮤직비디오 《동방신기 - Hug》
- 2004년 뮤직비디오 《신화 - 열병》
- 2004년 뮤직비디오 《K2 - 사랑을 드려요》

## 수상
- 1997 십만원 비디오 영화제 대상 및 관객상 수상, 단편영화 《The Toothbrush》
- 1998 New Art Video Festival 대상 수상, 단편영화 《The Toothbrush》
- 1998 필라델피아 영화제 초청상영, 단편영화 《The Toothbrush》
- 1999 팜스프링 영화제 초청 상영, 단편영화 《O[ou]》
- 1999 College Emmy Awards 뮤직드라마 부문 수상 〈The Confessional〉
- 2000 College Emmy Awards 뮤직드라마 부문 수상 〈O[ou]〉[3]
- 2001 M.NET 뮤직비디오 페스티발 최우수 인기상 god 〈거짓말〉
- 2002 M.NET 뮤직비디오 페스티발 여자그룹 부문 SES 〈U〉
- 2009 미국 소노마 국제영화제 및 필라델피아 아시아 영화제에 초청 《스토리 오브 와인》
- 2010 이태리 피렌체한국영화제 《폐가》 초청
- 2013 이태리 우디네영화제 《안녕?!오케스트라》 초청
- 2015 미국 산타바바라 국제 영화제 《먹는존재》 초청
- 2020 이태리 우디네영화제 《오케이 마담》 초청
- 2020 파리 한국영화제 《오케이 마담》 개막작
- 2021 뉴사텔 국제 판타스틱 영화제 《오케이 마담》 Best Asian Feature Film
- 2021 International Lavazza Drive-in Film Festival 《오케이 마담》 People's Choice Award

## 참조
1. ↑  돌아온 'god' 인기 대폭발…3집 나흘새 60만장 팔려, 《동아일보》, 2000.11.06.
2. ↑  송원섭 (2004년 2월 26일). “손지창-이장우, 프로젝트 앨범 '피닉스' 뮤비 촬영”. 조선일보(스포츠조선). 2016년 9월 17일에 확인함.[깨진 링크(과거 내용 찾기)]
3. ↑  미국 칼리지 에미상 수상한 예비감독 이철하[깨진 링크(과거 내용 찾기)], 《씨네21》, 2000.03.28.